# Bob Rau
Bantwal Ramakrishna „Bob“ Rau (* 1951; † 10. Dezember 2002 in Los Altos, Kalifornien) war ein aus Indien stammender US-amerikanischer Computeringenieur.
Rau studierte Elektrotechnik am Indian Institute of Technology in Madras mit dem Bachelor-Abschluss sowie an der Stanford University mit dem Master-Abschluss und der Promotion.
Rau war mit Wei Yen, David Yen, Ross Towle und Arun Kumar 1984 einer der Gründer von Cydrome in San José, einer Computerfirma, die ein Pionier im Gebrauch von Very Long Instruction Word (VLIW) im Prozessor-Entwurf war. Die Firma wurde schon kurz nach der Vorstellung ihres Prozessors 1988 (Cydra 5 Mini-Supercomputer) geschlossen, die Technik fand aber in den Itanium Prozessoren von Hewlett-Packard und Intel (ab 2000) Verwendung. Rau war der Hauptarchitekt des Prozessors. 1989 ging er zu Hewlett-Packard und führte dort die Entwicklung von VLIW Techniken und Parallelem Abarbeiten von Instruktionen (in Hardware und zugehörigen Compilern) weiter. Er leitete das Compiler and Architecture Research Program (CAR), die 1998 die EPIC (Explicitly Parallel Instruction Computing) Compiler-Technologie entwickelten mit dem Forschungs-Compiler Elcor. Er leitete in den 1990er Jahren auch das PICO Programm (Program In, Chip Out), das automatisierte Entwicklung von Anwendungen (Hardware und zugehörige Compiler) nach Kundenspezifikation verfolgte.
Neben seiner Tätigkeit bei HP war er Adjunct Professor an der University of Illinois at Urbana-Champaign. Er starb an Krebs.
2002 erhielt er den Eckert-Mauchly Award. Er war IEEE Fellow und Fellow der Association for Computing Machinery.